# Pherocera signatifrons
Pherocera signatifrons är en tvåvingeart som beskrevs av Cole 1923. Pherocera signatifrons ingår i släktet Pherocera och familjen stilettflugor. Inga underarter finns listade i Catalogue of Life.